# クリス・ヴァンス
クリス・ヴァンス（Chris Vance,1971年12月30日 - ）は、イギリスの俳優。

## 人物
ロンドン出身。
ニューカッスル大学で土木工学の単位を取って卒業。
25歳まで技術者として働いていた。All SaintsのSean Everleigh役でブレイクする前からThe Billなどといった複数のテレビシリーズに出演してきた。
また、『プリズン・ブレイク』のシーズン3ではジェームズ・ウィスラーを演じた 。
ロンドンである女性と出会った後、彼女の出生地オーストラリアへ移り、2003年結婚。しかし、2007年に離婚した。
2008年6月、『メンタル:癒しのカルテ』の撮影のため、コロンビアへ移った。
フランス系アメリカ人の女優ムーン・デイリー(本名 モニラ・デイリー)と結婚し息子を授かるも、離婚。離婚過程において複数のメディアがヴァンスの飲酒の問題や口頭虐待を報じるが、それらは虚偽であるとTwitterで主張した。

## 主な出演作品

### 映画
- マクベス ザ・ギャングスター Macbeth (2006)

### テレビ
- The Bill (2002) - コンピュータ技師
- Blue Heelers (2003) - アンドリュー・パーキス
- Stingers (2004) - ショーン・ハンター
- All Saints (2005- 2007) - ショーン・エヴァーレイ
- プリズン・ブレイク　Prison Break (2007-2008) - ジェームズ・ウィスラー
- メンタル:癒しのカルテ Mental (2009) - ジャック・ギャラガー
- バーン・ノーティス 元スパイの逆襲 Burn Notice (2010) - メイソン・ギルロイ
- デクスター 〜警察官は殺人鬼 Dexter (2010) - コール・ハーモン
- リゾーリ&アイルズ ヒロインたちの捜査線 Rizzoli & Isles (2011-2014) - チャールズ・“ケイシー”・ジョーンズ軍曹
- トランスポーター ザ・シリーズ Transporter (2012-2014) - フランク・マーティン
- クロッシング・ライン〜ヨーロッパ特別捜査チーム〜 Crossing Lines (2013) - ウルフ
- SUPERGIRL/スーパーガール Supergirl (2015-2016) - ノン
- HAWAII FIVE-0 Hawaii Five-0 (2016) - ハリー・ラングフォード
- BOSCH/ボッシュ (2019) - ウォルシュ

## 参照
1. ↑  Perth Sunday Times News.com.au. Retrieved on 29 June 2007.
2. ↑  http://www.popmatters.com/pm/article/93458-chris-vance-goes-mental-after-prison-break/
3. ↑  http://m.imdb.com/name/nm2069215/trivia?ref_=m_nm_dyk_trv
4. ↑  http://sylviemainville.com/cette-semaine-dans-gala-photo-de-lacteur-chris-vance-en-famille/
5. ↑  http://m.tmz.com/#article/2015/09/28/chris-vance-transporter-divorce-restraining-order-c-word-drink/
6. ↑  http://mobi.perezhilton.com/2015-09-28-chris-vance-transporter-bitter-divorce-ex-wife-monira-dailly-custody-c-word-sexually-transmitted-diseases#.VxION6dKPCQ
7. ↑  https://mobile.twitter.com/kitvance/status/648602353839378432